# Binche
Binche (wa. Bince) – miasto w zachodniej Belgii, w Regionie Walońskim, w prowincji Hainaut, w okręgu La Louvière. Leży ok. 16 km na południowy wschód od Mons.
Motto miasta to  "Plus ultra" (fr. "Dalej"), które było mottem króla Francji, Karola V.
Od XVI wieku odbywa się tu co rok karnawał, który w 2003 roku został proklamowany arcydziełem ustnego i niematerialnego dziedzictwa ludzkości, a w 2008 roku został wpisany na listę niematerialnego dziedzictwa UNESCO.
W mieście rozwinął się przemysł spożywczy oraz odzieżowy.

## Podział administracyjny
W skład miasta wchodzi siedem dzielnic (section):
- Bray
- Buvrinnes
- Épinois
- Leval-Trahegnies
- Péronnes-lez-Binche
- Ressaix
- Waudrez

## Kultura
Znajduje się tutaj Międzynarodowe Muzeum Karnawału i Masek (Musée international du Carnaval et du Masque).

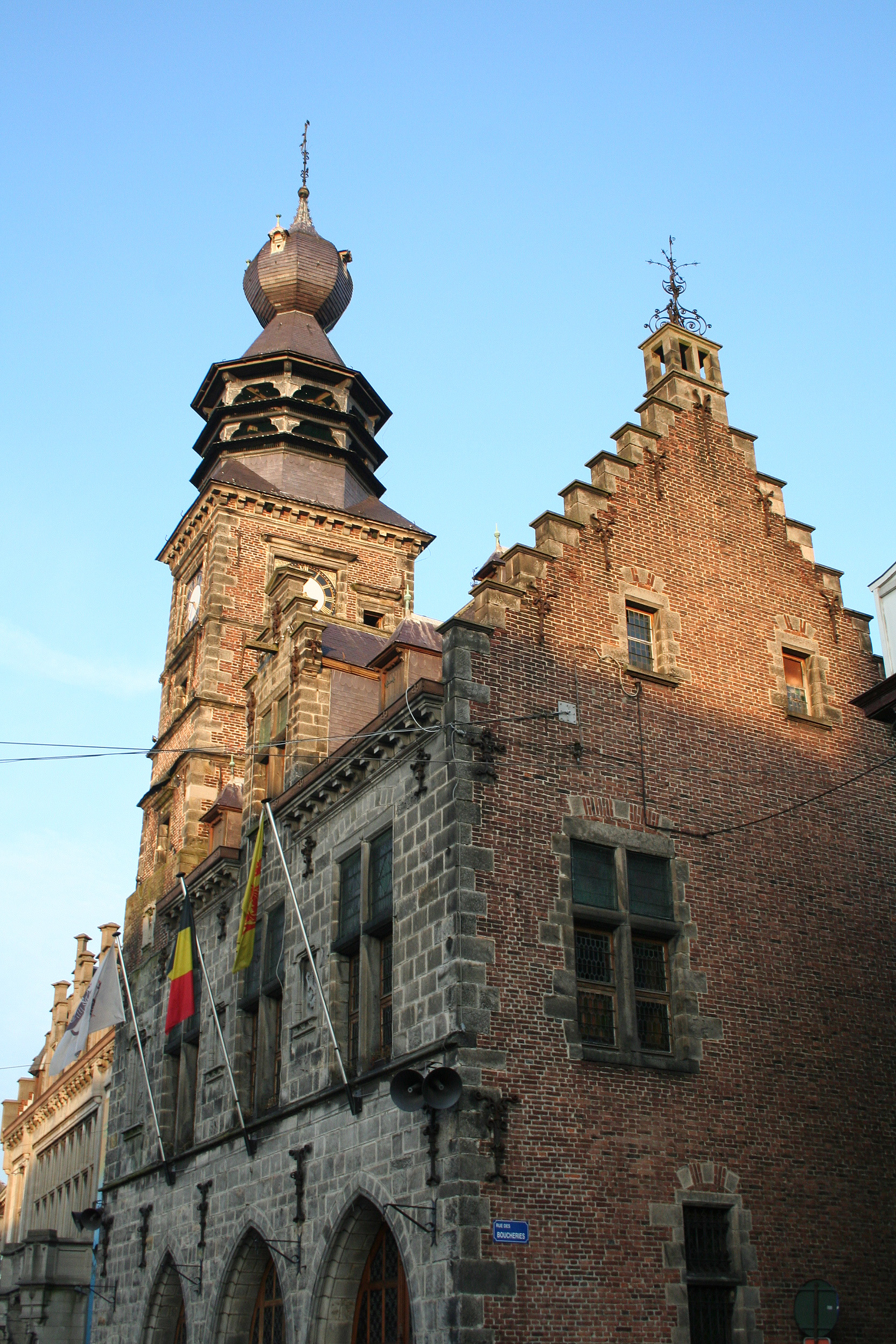
Dzwonnica

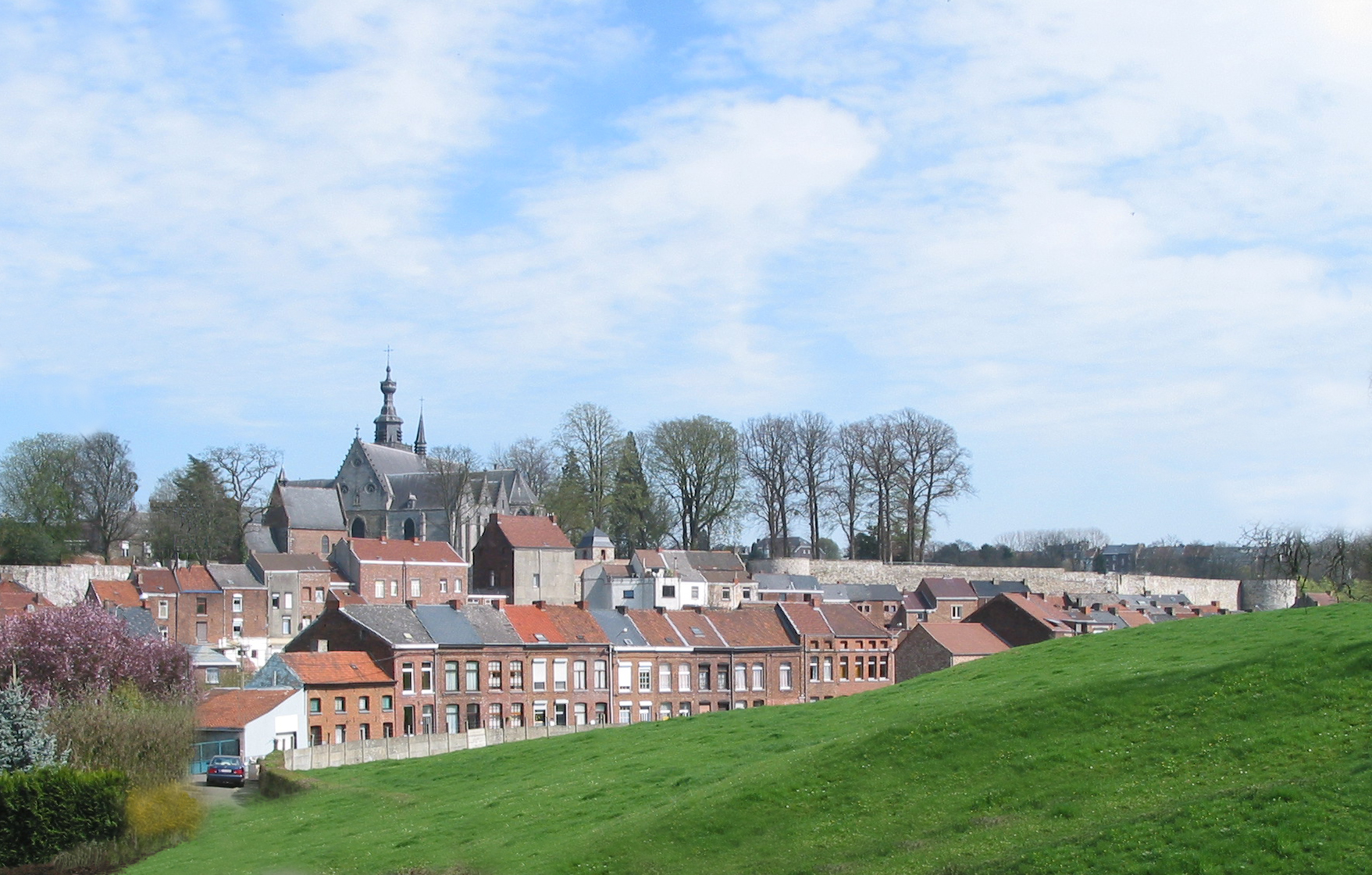
Binche

## Współpraca
Miejscowość partnerska:
- Maromme, Francja